# Campeonato de Fútbol Playa de Concacaf de 2017
El Campeonato de Fútbol Playa de Concacaf de 2017 fue la séptima edición oficial entre selecciones de fútbol playa organizada por la Concacaf. Se celebró en Nasáu (Bahamas) del 20 al 26 de febrero y sirvió como clasificatorio para la  Copa Mundial de Fútbol Playa FIFA 2017 que se celebró en la misma sede. El certamen otorgó dos plazas para la cita mundialista los cuales se sumaron a la selección de fútbol playa de Bahamas, la anfitriona del evento. Por tanto, fue la primera vez que la Concacaf tuvo tres plazas asignadas para el campeonato mundial. La selección de Panamá fue la ganadora por primera ocasión en la historia del evento regional, mientras que México se ubicó en el segundo puesto y también logró la clasificación a la copa del mundo.

## Sede
Se postularon tres sedes para el campeonato:
- Costa Rica
- Estados Unidos
- México

Sin embargo, el 19 de diciembre de 2014 Bahamas fue la elegida por Concacaf para organizar el evento.

## Participantes
Participaron 16 selecciones nacionales del área de Concacaf. La selección de Guatemala tenía prevista su participación, pero fue sustituida por Barbados debido a la suspensión de la Federación Nacional de Fútbol de Guatemala de eventos deportivos internacionales. En cursiva la selección debutante.  
| Equipos participantes | Equipos participantes | Equipos participantes                | Equipos participantes |
| --------------------- | --------------------- | ------------------------------------ | --------------------- |
| Antigua y Barbuda     | Canadá                | Guadalupe                            | Jamaica               |
| Bahamas               | Costa Rica            | Guyana                               | México                |
| Barbados              | El Salvador           | Islas Turcas y Caicos                | Trinidad y Tobago     |
| Belice                | Estados Unidos        | Islas Vírgenes de los Estados Unidos | Panamá                |

## Sistema de competición
En la primera ronda del torneo se conformaron cuatro grupos de cuatro integrantes que jugaron todos contra todos. Clasificaron los dos primeros puestos de cada grupo a la siguiente ronda. Esta fase fue de eliminatoria directa con cuartos de final, semifinales y final, en la que los dos equipos involucrados obtuvieron el cupo a la copa mundial. También se celebró una ronda eliminatoria directa para decidir desde el quinto lugar en adelante. Al ganador de un encuentro se le otorgaron tres puntos por el triunfo en tiempo reglamentario, dos puntos tras una prórroga, y uno por superar al rival en tiros desde el punto penal. 
Bahamas se encontraba clasificada de forma directa a la copa mundial, por lo que de ocupar el primer puesto los cupos serían asignados a las siguientes selecciones mejor clasificadas; de ocupar el segundo puesto, se otorgaría a la siguiente selección mejor clasificada. La misma situación estaba prevista con Guadalupe de ocupar uno de los dos primeros puestos, pero en su caso lo sería por no ser miembro oficial de la FIFA.
Los juegos de los cuartos de final se decidieron mediante sorteo, en el que cada rival de los primeros lugares de cada grupo fue tomado entre los segundos lugares de cada grupo de la primera fase.

## Resultados
- Las horas indicadas corresponden al huso horario local de la ciudad de Nasáu (UTC -5).
- Leyenda: Pts: Puntos; PJ: Partidos jugados; PG: Partidos ganados; PG+: Partidos ganados en prórroga; PG++: Partidos ganados por tiros desde el punto penal; PP: Partidos perdidos; GF: Goles a favor; GC: Goles en contra; Dif: Diferencia de goles.

### Primera fase

#### Grupo A
| Equipo  | Pts | PJ | PG | PG+ | PG++ | PP | GF | GC | Dif |
| ------- | --- | -- | -- | --- | ---- | -- | -- | -- | --- |
| Bahamas | 9   | 3  | 3  | 0   | 0    | 0  | 10 | 3  | 7   |
| Jamaica | 3   | 3  | 1  | 0   | 0    | 2  | 13 | 11 | 2   |
| Guyana  | 3   | 3  | 1  | 0   | 0    | 2  | 8  | 11 | -3  |
| Belice  | 1   | 3  | 0  | 0   | 1    | 2  | 6  | 12 | -6  |

| 20 de febrero de 2017, 18:45 | Jamaica                                              | 5:5 (0:2 p.)               | Belice                              | Malcom Park, Nasáu |  |
|                              | Benjamin 10' 20' (pen.) 23' · R. Reid 21' · Waul 32' | Reporte                    | 3' 5' 9' (pen.) Meza · 7' 32' Ramos |                    |  |
|                              |                                                      | Tiros desde el punto penal |                                     |                    |  |
|                              | Peddie · A. Reid                                     |                            | Meza · Jones                        |                    |  |

| 20 de febrero de 2017, 20:00 | Bahamas                                   | 4:1     | Guyana     | Malcom Park, Nasáu |  |
|                              | St. Fleur 4' 6' (pen.) 26' · Williams 32' | Reporte | 30' Joseph |                    |  |

| 21 de febrero de 2017, 18:45 | Guyana                     | 3:6     | Jamaica                                                | Malcom Park, Nasáu |  |
|                              | Moore 10' · Joseph 19' 31' | Reporte | 3' 5' 14' (pen.) R. Reid · 19' Waul · 23' 31' Anderson |                    |  |

| 21 de febrero de 2017, 20:00 | Belice | 0:3 | Bahamas | Malcom Park, Nasáu |  |

| 22 de febrero de 2017, 17:30 | Belice           | 1:4     | Guyana                                 | Malcom Park, Nasáu |  |
|                              | Haynes 5' (a.g.) | Reporte | 4' 29' Joseph · 24' Moore · 25' Haynes |                    |  |

| 22 de febrero de 2017, 20:00 | Bahamas              | 3:2     | Jamaica                    | Malcom Park, Nasáu |  |
|                              | St. Fleur 5' 22' 34' | Reporte | 13' R. Reid · 22' Benjamin |                    |  |

#### Grupo B
| Equipo    | Pts | PJ | PG | PG+ | PG++ | PP | GF | GC | Dif |
| --------- | --- | -- | -- | --- | ---- | -- | -- | -- | --- |
| México    | 9   | 3  | 3  | 0   | 0    | 0  | 27 | 5  | +22 |
| Guadalupe | 6   | 3  | 2  | 0   | 0    | 1  | 11 | 16 | -5  |
| Canadá    | 3   | 3  | 1  | 0   | 0    | 2  | 12 | 16 | -4  |
| Barbados  | 0   | 3  | 0  | 0   | 0    | 3  | 8  | 21 | -13 |

| 20 de febrero de 2017, 13:45 | Barbados                                                    | 4:6 | Canadá                                                   | Malcom Park, Nasáu |  |
|                              | J. Grazette 4' · Chandler 5' · Pinder 21' · T. Grazette 25' |     | 1' 11' (pen) 17' 28' Jankovic · 15' Pessoa · 27' Leconte |                    |  |

| 20 de febrero de 2017, 16:15 | México                                                                                                  | 9:2 | Guadalupe            | Malcom Park, Nasáu |  |
|                              | Maldonado 10' 15' 36' · Villa 15' · D. Rodríguez 16' · Alemán 17' 25' (pen.) · Mosco 27' · Saldívar 32' |     | 8' Hell · 10' Breter |                    |  |

| 21 de febrero de 2017, 13:45 | Guadalupe               | 5:4 | Barbados                                                | Malcom Park, Nasáu |  |
|                              | Hell 9' 15' 16' 33' 36' |     | 2' Chandler · 3' J. Grazette · 14' Beckles · 30' Pinder |                    |  |

| 21 de febrero de 2017, 17:30 | Canadá                                    | 3:8 | México                                                       | Malcom Park, Nasáu |  |
|                              | Bennett 7' · Chamale 26' · Scepanovic 31' |     | 11' 16' 25' Mosco · 17' 20' Maldonado · 27' 31' 35' Saldívar |                    |  |

| 23 de febrero de 2017, 13:45 | Canadá                           | 3:4 | Guadalupe                                              | Malcom Park, Nasáu |  |
|                              | Bennett 3' · Belguendouz 14' 25' |     | 2' Granchi · 11' (pen.) Hell · 29' Phirmis · 30' Gelas |                    |  |

| 23 de febrero de 2017; 16:15 | México | 10:0 | Barbados | Malcom Park, Nasáu |  |
|                              | A. Rodríguez 8' 13' 36' · Villa 10' · D. Rodríguez 20' 34' · Saldivar 24' 33' · Maldonado 26' · Sánchez 28' |      |          |                    |  |

#### Grupo C
| Equipo                               | Pts | PJ | PG | PG+ | PG++ | PP | GF | GC | Dif |
| ------------------------------------ | --- | -- | -- | --- | ---- | -- | -- | -- | --- |
| Estados Unidos                       | 9   | 3  | 3  | 0   | 0    | 0  | 20 | 4  | 16  |
| Trinidad y Tobago                    | 6   | 3  | 2  | 0   | 0    | 1  | 14 | 7  | 7   |
| Antigua y Barbuda                    | 3   | 3  | 1  | 0   | 0    | 2  | 9  | 18 | -9  |
| Islas Vírgenes de los Estados Unidos | 0   | 3  | 0  | 0   | 0    | 3  | 5  | 19 | -14 |

| 20 de febrero de 2017, 15:00 | Estados Unidos | 8:1 | Islas Vírgenes Estadounidenses | Malcom Park, Nasáu |  |

| 20 de febrero de 2017, 17:30 | Trinidad y Tobago | 8:1 | Antigua y Barbuda | Malcom Park, Nasáu |  |

| 22 de febrero de 2017, 13:45 | Islas Vírgenes Estadounidenses | 1:5 | Trinidad y Tobago | Malcom Park, Nasáu |  |

| 22 de febrero de 2017, 15:00 | Antigua y Barbuda | 2:7 | Estados Unidos | Malcom Park, Nasáu |  |

| 23 de febrero de 2017, 15:00 | Antigua y Barbuda | 6:3 | Islas Vírgenes Estadounidenses | Malcom Park, Nasáu |  |

| 23 de febrero de 2017, 20:00 | Estados Unidos | 5:1 | Trinidad y Tobago | Malcom Park, Nasáu |  |

#### Grupo D
| Equipo                | Pts | PJ | PG | PG+ | PG++ | PP | GF | GC | Dif |
| --------------------- | --- | -- | -- | --- | ---- | -- | -- | -- | --- |
| El Salvador           | 7   | 3  | 2  | 0   | 1    | 0  | 21 | 8  | +13 |
| Panamá                | 4   | 3  | 1  | 0   | 1    | 1  | 13 | 9  | +4  |
| Costa Rica            | 3   | 3  | 1  | 0   | 0    | 2  | 11 | 11 | 0   |
| Islas Turcas y Caicos | 0   | 3  | 0  | 0   | 0    | 3  | 8  | 25 | -17 |

| 21 de febrero de 2017, 15:30 | Costa Rica | 1:1 (1:2 p.)               | Panamá | Malcom Park, Nasáu |  |
|                              |            | Tiros desde el punto penal |        |                    |  |
|                              |            |                            |        |                    |  |

| 21 de febrero de 2017, 16:15 | El Salvador | 9:2 | Turcas y Caicos | Malcom Park, Nasáu |  |

| 22 de febrero de 2017, 16:15 | Panamá | 4:4 (1:2 p.)               | El Salvador | Malcom Park, Nasáu |  |
|                              |        | Tiros desde el punto penal |             |                    |  |
|                              |        |                            |             |                    |  |

| 22 de febrero de 2017, 18:45 | Turcas y Caicos | 2:8 | Costa Rica | Malcom Park, Nasáu |  |

| 23 de febrero de 2017, 16:15 | El Salvador | 8:2 | Costa Rica | Malcom Park, Nasáu |  |

| 23 de febrero de 2017, 18:45 | Panamá | 8:4 | Turcas y Caicos | Malcom Park, Nasáu |  |

### Segunda fase
Los enfrentamientos se decidirán mediante sorteo, los rivales de los primeros puestos serán tomados de los equipos que ocuparon el segundo puesto.
|  | Cuartos de final  | Cuartos de final |           |             | Semifinales   | Semifinales   |           |              | Final         | Final         |  |
|  | 24 de febrero     | 24 de febrero    |           |             | 25 de febrero | 25 de febrero |           |              | 26 de febrero | 26 de febrero |  |
|  |                   |                  |           |             |               |               |           |              |               |               |  |
|  |                   |                  |           |             |               |               |           |              |               |               |  |
|  | México            | 5                |           |             |               |               |           |              |               |               |  |
|  | México            | 5                |           |             |               |               |           |              |               |               |  |
|  | Trinidad y Tobago | 1                |           |             |               |               |           |              |               |               |  |
|  | Trinidad y Tobago | 1                |           | México      | 3             |               |           |              |               |               |  |
|  |                   |                  |           | México      | 3             |               |           |              |               |               |  |
|  |                   |                  | Guadalupe | 0           |               |               |           |              |               |               |  |
|  | Bahamas           | 3                | Guadalupe | 0           |               |               |           |              |               |               |  |
|  | Bahamas           | 3                |           |             |               |               |           |              |               |               |  |
|  | Guadalupe         | 5                |           |             |               |               |           |              |               |               |  |
|  | Guadalupe         | 5                |           |             |               |               |           | México       | 2             |               |  |
|  |                   |                  |           |             |               |               |           | México       | 2             |               |  |
|  |                   |                  | Panamá    | 4           |               |               |           |              |               |               |  |
|  | El Salvador       | 5                | Panamá    | 4           |               |               |           |              |               |               |  |
|  | El Salvador       | 5                |           |             |               |               |           |              |               |               |  |
|  | Jamaica           | 0                |           |             |               |               |           |              |               |               |  |
|  | Jamaica           | 0                |           | El Salvador | 2 (1)         |               |           | Tercer lugar | Tercer lugar  |               |  |
|  |                   |                  |           | El Salvador | 2 (1)         |               |           | Tercer lugar | Tercer lugar  |               |  |
|  |                   |                  | Panamá    | 2 (2)       |               |               |           |              |               |               |  |
|  | Estados Unidos    | 4                | Panamá    | 2 (2)       |               |               | Guadalupe | 2            |               |               |  |
|  | Estados Unidos    | 4                |           |             |               |               | Guadalupe | 2            |               |               |  |
|  | Panamá            | 6                |           |             |               |               |           |              | El Salvador   | 7             |  |
|  | Panamá            | 6                |           |             |               |               |           |              | El Salvador   | 7             |  |
|  |                   |                  |           |             |               |               |           |              |               |               |  |

#### Primera ronda eliminatoria para 9° puesto
| 24 de febrero de 2017 | Barbados | 5:2 | Islas Turcas y Caicos | Malcom Park, Nasáu |  |

| 24 de febrero de 2017 | Belice | 6:4 | Islas Vírgenes Estadounidenses | Malcom Park, Nasáu |  |

| 24 de febrero de 2017 | Canadá | 2:2 (2:3 p.)               | Costa Rica | Malcom Park, Nasáu |  |
|                       |        | Tiros desde el punto penal |            |                    |  |
|                       |        |                            |            |                    |  |

| 24 de febrero de 2017 | Guyana | 6:4 | Antigua y Barbuda | Malcom Park, Nasáu |  |

#### Cuartos de final
| 24 de febrero de 2017, 17:30 | El Salvador | 5:0 | Jamaica | Malcom Park, Nasáu |  |

| 24 de febrero de 2017, 18:45 | Estados Unidos | 4:6 | Panamá | Malcom Park, Nasáu |  |

| 24 de febrero de 2017, 20:00 | México | 5:1 | Trinidad y Tobago | Malcom Park, Nasáu |  |

| 24 de febrero de 2017, 21:15 | Bahamas | 3:5 | Guadalupe | Malcom Park, Nasáu |  |

#### Segunda ronda eliminatoria para 9° puesto
Se emparejan aparte perdedores y ganadadores de primera ronda 
| 25 de febrero de 2017 | Turcas y Caicos | 4:1 | Islas Vírgenes Estadounidenses | Malcom Park, Nasáu |  |

| 25 de febrero de 2017 | Belice | 6:2 | Barbados | Malcom Park, Nasáu |  |

| 25 de febrero de 2017 | Canadá | 6:2 | Antigua y Barbuda | Malcom Park, Nasáu |  |

| 25 de febrero de 2017 | Guyana | 2:5 | Costa Rica | Malcom Park, Nasáu |  |

#### Ronda eliminatoria para 5° puesto
Se suman perdedores de cuartos de final.
| 25 de febrero de 2017 | Jamaica | 2:6 | Estados Unidos | Malcom Park, Nasáu |  |

| 25 de febrero de 2017 | Trinidad y Tobago | 2:5 | Bahamas | Malcom Park, Nasáu |  |

#### Semifinales
| 25 de febrero de 2017, 18:45 | El Salvador | 2:2 (1:2 p.)               | Panamá | Malcom Park, Nasáu |  |
|                              |             | Tiros desde el punto penal |        |                    |  |
|                              |             |                            |        |                    |  |

| 25 de febrero de 2017, 20:00 | México | 3:0 | Guadalupe | Malcom Park, Nasáu |  |

#### Juego por el 15° puesto
| 26 de febrero de 2017 | Barbados | 3:1 | Islas Vírgenes Estadounidenses | Malcom Park, Nasáu |  |

#### Juego por el 13° puesto
| 26 de febrero de 2017 | Belice | 9:4 | Islas Turcas y Caicos | Malcom Park, Nasáu |  |

#### Juego por el 11° puesto
| 26 de febrero de 2017 | Guyana | 6:8 | Antigua y Barbuda | Malcom Park, Nasáu |  |

#### Juego por el 9° puesto
| 26 de febrero de 2017 | Costa Rica | 6:5 | Canadá | Malcom Park, Nasáu |  |

#### Juego por el 7° puesto
| 26 de febrero de 2017 | Jamaica | 3:9 | Trinidad y Tobago | Malcom Park, Nasáu |  |

#### Juego por el 5° puesto
| 26 de febrero de 2017 | Estados Unidos | 4:2 | Bahamas | Malcom Park, Nasáu |  |

#### Juego por el tercer puesto
| 26 de febrero de 2017 | El Salvador | 7:2 | Guadalupe | Malcom Park, Nasáu |  |

#### Final
| 26 de febrero de 2017 | Panamá | 4:2 | México | Malcom Park, Nasáu |  |

|                              |
| Campeón Panamá Primer título |

## Premios y reconocimientos

### Balón de Oro
| Jugador          | Selección |
| Alfonso Maquensi | Panamá    |
| ---------------- | --------- |

### Mejor goleador
| Jugador         | Selección | Goles |
| Marlon Meza     | Belice    | 12    |
| Ramón Maldonado | México    | 12    |
| --------------- | --------- | ----- |

### Guante de Oro
| Jugador          | Selección |
| Diego Villaseñor | México    |
| ---------------- | --------- |

### Premio al mejor jugador joven del torneo
| Jugador      | Selección |
| Jamal Haynes | Guyana    |
| ------------ | --------- |

### Premio al juego limpio
| Selección |
| Canadá    |
| --------- |

## Estadísticas

### Tabla general
| Pos. | Equipo                         | Pts | PJ | PG | PG+ | PG++ | PP | GF | GC | Dif |
| ---- | ------------------------------ | --- | -- | -- | --- | ---- | -- | -- | -- | --- |
| 1    | Panamá                         | 11  | 6  | 3  | 0   | 2    | 1  | 25 | 17 | +8  |
| 2    | México                         | 15  | 6  | 5  | 0   | 0    | 1  | 37 | 8  | +29 |
| 3    | El Salvador                    | 13  | 6  | 4  | 0   | 1    | 1  | 35 | 12 | +23 |
| 4    | Guadalupe                      | 9   | 6  | 3  | 0   | 0    | 3  | 18 | 29 | -11 |
| 5    | Estados Unidos                 | 15  | 6  | 5  | 0   | 0    | 1  | 34 | 14 | +20 |
| 6    | Bahamas                        | 12  | 6  | 4  | 0   | 0    | 2  | 20 | 14 | +6  |
| 7    | Trinidad y Tobago              | 9   | 6  | 3  | 0   | 0    | 3  | 26 | 20 | +6  |
| 8    | Jamaica                        | 3   | 6  | 1  | 0   | 0    | 5  | 18 | 31 | -13 |
| 9    | Costa Rica                     | 10  | 6  | 3  | 0   | 1    | 2  | 24 | 20 | +4  |
| 10   | Canadá                         | 6   | 6  | 2  | 0   | 0    | 4  | 25 | 26 | -1  |
| 11   | Antigua y Barbuda              | 6   | 6  | 2  | 0   | 0    | 4  | 23 | 36 | -13 |
| 12   | Guyana                         | 6   | 6  | 2  | 0   | 0    | 4  | 22 | 28 | -6  |
| 13   | Belice                         | 10  | 6  | 3  | 0   | 1    | 2  | 27 | 22 | 5   |
| 14   | Islas Turcas y Caicos          | 3   | 6  | 1  | 0   | 0    | 5  | 18 | 40 | -12 |
| 15   | Barbados                       | 6   | 6  | 2  | 0   | 0    | 4  | 18 | 30 | -12 |
| 16   | Islas Vírgenes Estadounidenses | 0   | 6  | 0  | 0   | 0    | 6  | 11 | 32 | -21 |

## Clasificados al Mundial de Fútbol Playa 2017
| Bandera de Bahamas | Bandera de Panamá | Bandera de México |
| Bahamas            | Panamá            | México            |